# Ten Masked Men (альбом)
Ten Masked Men (рус. Десять мужчин в масках) — студийный альбом группы Ten Masked Men, выпущенный в 1999 году. Созданием и распространением альбома занималась сама группа .

## Список композиций
1. «Beat It» (Майкл Джексон)
2. «Gold» (Spandau Ballet)
3. «Deeper Underground» (Jamiroquai)
4. «The Living Daylights» (a-ha)
5. «Wonderwall» (Oasis)
6. «White Wedding» (Билли Айдол)
7. «Message In A Bottle» (The Police)
8. «Into The Groove» (Мадонна)
9. «Stayin' Alive» ( Би Джис)
10. «The Man With The Golden Gun» (Лулу)